# Zók
Zók (horvátul: Zuka) község Baranya vármegyében, a Szentlőrinci járásban.

## Fekvése
Pécstől délnyugatra, Szentlőrinctől délkeletre helyezkedik el, Bicsérd és Aranyosgadány között, a Pécsi-víz mellett. Az ország távolabbi részei felől csak Bicsérden keresztül érhető el, a 6-os főútból kiágazó 58 102-es számú mellékúton, ez vezet végig Pázdány nevű különálló településrészén is.

## Története
A település és környéke már a réz- és a bronzkorban is lakott hely volt, az itt talált e korokból származó leletek tanúsága szerint.
Zók (Ozold, Zold, Zolk) nevét az oklevelek 1290-ben említették először Zold néven. 1290-ben a pécsi káptalan által állított (egyházi) nemes tanúk nevei között Zókról származók is szerepeltek. 1333-ban papja 2, 1334-ben 4, 1335-ben 5 báni pápai tizedet fizetett.
1941-ben hozzácsatolták a szomszédos Pázdány nevű kis falut.

## Közélete

### Polgármesterei
- 1990–1994: Kiss Mihály (független)[4]
- 1994–1998: Filipovics Istvánné (független)[5]
- 1998–2002: Nagy Gábor (független)[6]
- 2002–2006: Nagy Gábor (független)[7]
- 2006–2010: Nagy Gábor (független)[8]
- 2010–2014: Nagy Gábor (független)[9]
- 2014–2019: Nagy Gábor (független)[10]
- 2019–2024: Nagy Gábor (független)[11]
- 2024– : Nagy Gábor (független)[1]

## Népesség
A település népességének változása:
| Lakosok száma | 305  | 311  | 313  | 294  | 282  | 266  | 252  | 249  |
|               | 2013 | 2014 | 2015 | 2019 | 2021 | 2022 | 2023 | 2024 |

A 2011-es népszámlálás során a lakosok 97,1%-a magyarnak, 1,6% németnek, 0,3% örménynek mondta magát (2,9% nem nyilatkozott; a kettős identitások miatt a végösszeg nagyobb lehet 100%-nál). A vallási megoszlás a következő volt: római katolikus 43,6%, református 3,3%, evangélikus 1,3%, felekezeten kívüli 45,3% (5,9% nem nyilatkozott).
2022-ben a lakosság 88,3%-a vallotta magát magyarnak, 1,1% cigánynak, 0,8% horvátnak, 0,8% németnek, 0,4% örménynek, 0,4% egyéb, nem hazai nemzetiségűnek (11,7% nem nyilatkozott; a kettős identitások miatt a végösszeg nagyobb lehet 100%-nál). Vallásuk szerint 37,2% volt római katolikus, 0,8% református, 0,8% evangélikus, 3% egyéb katolikus, 20,7% felekezeten kívüli (37,6% nem válaszolt).

## Nevezetességei
- Várhegy

## Külső hivatkozások
- Zók településtörténet